# Cratere Zhouzhuang
Zhouzhuang è un cratere sulla superficie di Marte.